# Commerzbank Tower
La Commerzbank Tower (en català: Torre del Commerzbank) és un gratacel localitzat a la zona central de la ciutat de Frankfurt del Main (Alemanya). Aquest edifici mesura 259 metres d'alçada i és la seu del Commerzbank.
Quan va ser acabat, el 1997, era l'edifici més alt d'Europa, fins al 2005 quan va ser sobrepassat pel Palau del triomf de Moscou (Rússia). La torre és només dos metres més alta que la Messeturm, també localitzat a Frankfurt. La construcció de l'edifici va començar el 1994, i va tardar tres anys a ser finalitzada.

## Característiques
Quan l'edifici va ser plantejat a principis dels anys 90, el partit dels verds de Frankfurt, que governava la ciutat juntament amb el Partit Socialdemòcrata d'Alemanya va incitar al Commerzbank a crear un gratacel "verd". El resultat fou el primer gratacel del món conegut com a gratacel ecològic, ja que, a més de comptar amb jardins, aquestos jardins ajuden a la reducció de l'ús de calefacció i aire condicionat.